# Папоян, Женя Ашотовна
Женя Ашотовна Папоян (род. 1937 год, село Хандо, Грузинская ССР) — доярка колхоза села Хандо Ахалкалакского района, Грузинская ССР. Герой Социалистического Труда (1971). Депутат Верховного Совета СССР 9-го созыва.
Родилась в 1937 году в крестьянской семье в селе Хандо Ахалкалакского района. Окончила неполную среднюю школу в родном селе. С 1957 года трудилась дояркой в местном колхозе.
В 1970 году досрочно выполнила личные социалистические обязательства и производственные задания Восьмой пятилетки по надою молока. Указом Президиума Верховного Совета СССР от 8 апреля 1971 года «за выдающиеся успехи, достигнутые в развитии сельскохозяйственного производства и выполнении пятилетнего плана продажи государству продуктов животноводства» удостоена звания Героя Социалистического Труда с вручением ордена Ленина и золотой медали «Серп и Молот».
Избиралась депутатом Верховного Совета СССР 9-го созыва (1974—1979).
После выхода на пенсию проживала в родном селе.